# The Spider and the Fly
The Spider and the Fly är en dikt skriven av Mary Howitt, och ursprungligen publicerad 1829. Den inleds med de berömda orden "'Will you walk into my parlour?' said the Spider to the Fly." Lewis Carroll parodierade dikten i Alice i underlandet, under titeln "Lobster Quadrille". 

## Kulturell påverkan
- Tecknad kortfilm från 1923 av Aesop Fables Studio.[2]
- I 1987 års Turtlesserie, i avsnittet "Enter the Fly", säger Shredder "Step into my parlor, said the Knucklehead to the fly", där med referenser till nyligen muterade Baxter Stockman som "the Fly" ("Flugan"). I avsnittet "Bye, Bye, Fly" i samma TV-serie kraschar flug-Baxter Stockman en rymdfarkost mot en planet med och faller ner i ett stort spindelnät medan en jättespindel närmar sig.
- "Arachnitect": titelspår på Kristen Lawrences album Arachnitect —  från 2008[3]
- The Spider and the Fly, animerad film från 2006 regisserad av Brad Peyton[4]

### Fotnoter
1. ↑  Carroll's parody of Howitt's poem hämtdatum: 4 oktober 2007
2. ↑  ”The Fable of the Spider and the Fly”. IMDD. http://www.imdb.com/title/tt0146710/. Läst 4 oktober 2014.
3. ↑  ”Arachnitect”. Halloween Carols webbplats. Arkiverad från originalet den 6 oktober 2014. https://web.archive.org/web/20141006120631/https://kristenlawrence.com/node/11. Läst 4 oktober 2014.
4. ↑  ”The Spider and the Fly (2006)”. Theiapolis Cinema. 2 mars 2006. Arkiverad från originalet den 19 april 2013. https://archive.is/20130419034006/http://cinema.theiapolis.com/movie-02D8/the-spider-and-the-fly/. Läst 4 oktober 2014.